# Realismo volitivo
El realismo volitivo es, ante todo, una forma de realismo (palabra derivada del latín res, cosa). Por este entendemos aquella posición filosófica para la que el ser, la realidad radical son las cosas del entorno, los entes trascendentes que nos circundan (vertiente metafísica del realismo), siendo lo conocido por el sujeto mera copia o re-presentación de tales cosas o entes (vertiente gnoseológica del realismo). El realismo así concebido se opone al idealismo.
El realismo volitivo concibe la conciencia dinámicamente, no tanto como ámbito de contenidos cognoscitivos pasivamente recibidos (conciencia como res cogitans), sino más bien como haz de impulsos y tendencias, como voluntad o esfuerzo originario al que se opone la realidad exterior en forma de obstáculo o resistencia (conciencia como res volens).
De este modo, según el realismo volitivo, el punto de partida de la Metafísica y de la Teoría del Conocimiento ha de fijarse en el encuentro o choque del yo volente con el no-yo resistente. Este encuentro o choque solo es posible merced al tacto en movimiento, sentido háptico que se erige así en el genuino medio para el descubrimiento y constitución del mundo, del ser y de la realidad.
El realismo volitivo es así también una respuesta al problema filosófico clásico del conocimiento y “demostración” de la existencia del mundo externo, problema que surge en la Filosofía moderna al fijar el punto de arranque de la reflexión filosófica en la conciencia y sus contenidos.

## Definición
El realismo volitivo, como el realismo mediato, es un realismo crítico, realismo que, por tanto, no asume sin más, sin previo examen o análisis (como había hecho el realismo inmediato o ingenuo), la realidad en sí de la res, la existencia trascendente del objeto cosa. En efecto, para el realismo volitivo, el punto de partida de la reflexión filosófica (y, por tanto, de la afirmación existencial de un mundo ajeno al yo) ha de ser también la conciencia, la subjetividad misma del cognoscente. Mas, a diferencia del realismo mediato, realismo propiamente cognoscitivo (para el que la dimensión subjetiva de partida es específicamente la sensorial, los contenidos sensoriales de la conciencia), el realismo volitivo considerará como punto idóneo de arranque sobre el que asentar la demostración de lo externo, del no-yo, la dimensión tendencial, impulsiva o volitiva de tal conciencia. En efecto, el sujeto, además de conocer, de sentirse afectado por sensaciones o percepciones, quiere, tiende, se ve impulsado hacia la consecución de determinadas metas u objetivos. Pues bien, será precisamente el impulso resultante de ese querer o tender, la base o fundamento sobre el que se asiente el surgimiento en la conciencia del sentimiento de exterioridad o mundo externo.
Así, el realismo volitivo, considerando como dimensión primaria de la subjetividad las voliciones o actos de querer (el sujeto es, según esto, ante todo un haz o sistema de impulsos volitivos), sostendrá que es el sentimiento de obstáculo o resistencia (resultante del choque u oposición entre el yo volente y el no-yo resistente), el alumbrador en la conciencia de un mundo ajeno, autónomo y material. El sujeto es originariamente un ser que quiere, y el querer es ante todo tender, esforzarse, proyectarse en pos de lo querido; y comoquiera que esa tendencia, ese esfuerzo, esa proyección no logran siempre su objetivo (al querer del yo se opone a menudo el resistir del no-yo), surge en la conciencia, de forma explícita e inequívoca, el sentimiento del obstáculo, de la resistencia, y en ese sentimiento se abre, se alumbra para el sujeto un nuevo horizonte, el horizonte de una nueva realidad, la realidad del mundo externo, material e independiente.

## Realismo volitivo y tacto en movimiento
Ahora bien, la sensación de resistencia es ante todo una sensación táctil; ni la vista, ni el oído, ni el gusto, ni el olfato pueden proporcionarla. Solo el tacto es capaz de aprehenderla, solo él puede hacer posible el choque, el encuentro de la conciencia con lo otro, solo él, por tanto, puede revelar originariamente la res, el objeto cosa trascendente. El tacto revela a la conciencia, ante todo, la existencia del cuerpo propio y, secundariamente, la existencia de los cuerpos ajenos.
Mas tal revelación exige, como condición previa indispensable, el movimiento del organismo; sin él (y, sobre todo, sin una cierta movilidad y flexibilidad de la mano, principal órgano del sentido del tacto), el descubrimiento de los cuerpos (el propio y los ajenos) se haría de todo punto imposible. No habría choque o encuentro (ni, por tanto, tampoco experiencia de resistencia), si el organismo, permaneciendo estático y pasivo, no tendiera, no se dirigiera activamente a la res, al objeto cosa. En virtud de este mecanismo de descubrimiento, lo real deviene así para el sujeto esencialmente en tactilidad (y más precisamente aún, en palpabilidad), identificándose, por tanto, plenamente lo real material y lo palpable.
Tacto y movimiento, actuando de consuno, hacen, pues, posible la captación de un mundo trascendente, independiente por entero del cognoscente (o, mejor, volente) y de su subjetividad.

## Historia

### Orígenes

#### Etienne Bonnot de Condillac

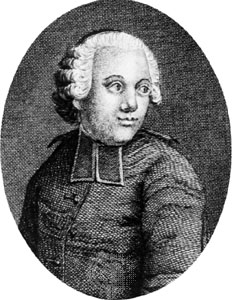
Etienne Bonnot de Condillac (1715-1780): De la inmanencia a la trascendencia a través del sentido del tacto.

El realismo volitivo tiene en el pensador francés Etienne Bonnot de Condillac (1715-1780) a su primer y más original representante histórico. Seguidor del empirismo de Locke (1632-1704), Condillac hace uso en la investigación llevada a cabo en su obra principal (Tratado de las sensaciones) de la llamada hipótesis de la estatua, artificio metodológico consistente en una estatua de mármol (organizada interiormente como el sujeto humano) a la que se van otorgando separada y sucesivamente cada uno de los cinco sentidos.
Según piensa Condillac, mientras la estatua se halle privada del sentido del tacto, carecerá por entero de conciencia alguna de lo ajeno, aprehendiéndose tan solo a sí misma como pura subjetividad sintiente, caracterizada diferentemente, según la índole sensorial de que en cada caso se trate (olor, en unos casos; sonido, en otros; unas veces, sabor; otras, luz y color). Únicamente el choque (posible tan solo por vía táctil), que transmite a la estatua la impresión de resistencia o solidez, puede propiamente alumbrar en su conciencia el sentimiento de una realidad externa y ajena, determinable esencialmente por los caracteres de fijeza e independencia, esto es, por los atributos propios de la res u objeto cosa trascendente.
Ahora bien, el tacto no es solo el originario descubridor de un mundo externo material, sino también el educador del resto de sentidos, el que enseña a estos a objetivar sus respectivos contenidos sensoriales, a proyectarlos a ellos también, en un proceso laborioso e inconsciente, al exterior. Originario descubridor y maestro educador: he ahí, pues, los dos atributos más característicos y definitorios de que, a juicio de Condillac, se halla revestido el sentido del tacto  [↓A].

#### Destutt de Tracy
La solución aportada por Condillac al problema del conocimiento del mundo externo pronto se reveló como una teoría atractiva, fecunda y llena de posibilidades y de desarrollos nuevos. Así, ya en el mismo siglo, Destutt de Tracy (1754-1836), discípulo y continuador suyo, considera que es en la resistencia que la materia opone a los movimientos del sujeto, donde ha de buscarse la prueba definitiva de la realidad del mundo exterior. Según él, en efecto, sin la aprehensión previa de la impresión de resistencia, no cabe en absoluto descubrimiento alguno de la existencia de los cuerpos (ni del propio, ni de los ajenos).
Ahora bien, puesto que el sentimiento de solidez o resistencia no es posible sin la condición antecedente del movimiento, puede decirse que es por este por el que descubrimos la existencia de realidades exteriores. Como el propio Destutt de Tracy escribe:

« ...es moviéndonos como descubrimos si existe algo o nada a nuestro alrededor, en torno a nuestra facultad de sentir y de querer »  [↓B]

.
Sin duda, Destutt de Tracy acentúa con respecto a Condillac la importancia del movimiento en la génesis de la aprehensión de lo externo. Sin él, la sensación de solidez sería imposible y, por ende, también lo sería la apertura a lo trascendente. Es lo que explícitamente pone de manifiesto al resumir su pensamiento en los siguientes términos:

«Queda, pues, convenido que, mientras que no hagamos sino sentir, recordar, juzgar y querer, sin que ninguna acción se siga de ello, no tenemos conocimiento más que de nuestra existencia, y no nos conocemos a nosotros mismos sino como un ser sintiente, como una simple potencia sintiente, sin extensión, sin forma, sin partes, sin ninguna de las cualidades que constituyen los cuerpos.

Queda también convenido que desde que nuestra voluntad pasa al acto, desde que nos hace mover, la fuerza inercial de la materia de nuestros miembros nos lo advierte, nos da la sensación de movimiento, lo que quizá no nos enseñe nada nuevo; pero cuando este movimiento, que sentimos, que quisiéramos continuar, es detenido, descubrimos ciertamente que existe otra cosa aparte de nuestra capacidad sintiente. Este algo es nuestro cuerpo, son los cuerpos del entorno, es el universo y todo lo que lo compone»  [↓C]

.

### Desarrollos posteriores
La línea abierta por Condillac y Destutt de Tracy va a ser seguida en el transcurso del siglo XIX por diferentes pensadores (principalmente, franceses y alemanes), que profundizarán y ampliarán la senda trazada por ellos con nuevos y más variados desarrollos. Así, Pierre Cabanis (1757-1808) y, sobre todo, Maine de Biran (1766-1824), insistirán en el sentimiento de esfuerzo como hecho primitivo de la conciencia, revelador de un mundo ajeno trascendente y resistente. A su vez, Fichte (1762-1814) y Schopenhauer (1788-1860), soslayando el enfoque psicologista de los análisis precedentes, acentuarán la orientación metafísica y moral de la relación sujeto volente - objeto resistente, hasta el punto de que en Fichte podemos incluso hallar una prueba "moral" de la existencia del mundo externo, esto es, la idea de que este es definible en definitiva como la resistencia que se opone a la infinita, a la absoluta aspiración moral del Yo.

No obstante, es Wilhelm Dilthey (1833-1911) quien ofrece del realismo volitivo una expresión más plena y acabada. En efecto, para él (que recoge algunos de los desarrollos precedentes y les da una orientación a la vez psicológico-descriptiva y gnoseológica), si se pretende fundar una verdad de validez universal, se hace preciso partir de los hechos de conciencia para alcanzar desde ahí la realidad del mundo exterior. El principio supremo en Filosofía es, pues, el fenoménico. Ahora bien, no se trata en Dilthey de un fenomenismo estrecho, restringido a un ámbito meramente mental o intelectual; se trata más bien de un fenomenismo vital, en el que la dimensión impulsiva y volitiva del sujeto adquiere el papel preponderante. Así, la creencia espontánea en la res, en la existencia de un mundo ajeno y trascendente, cabe ser explicada, no por una conexión mental, racional (como había sido el caso, por ejemplo, de Descartes, Locke o Berkeley), sino por una conexión vital, de vida, que se da en el impulso, en la voluntad y en el sentimiento. El hombre es para Dilthey, ante todo, un haz o sistema de impulsos y voliciones; de ahí que no pueda dejar de experimentar un sentimiento de resistencia u obstáculo, siempre que tales impulsos y voliciones chocan con las cosas y objetos del mundo circundante  [↓D].
Por su parte, Max Scheler (1874-1928), tomando como punto de referencia, entre otras, las aportaciones hechas por Dilthey, sostiene que la realidad, el mundo externo es directa e inmediatamente vivido por la voluntad en forma de experiencia de resistencia. La existencia del mundo no es propiamente objeto del conocimiento, de ningún acto cognoscitivo o representativo del yo; es, por el contrario, el correlato de sus actos volitivos, impulsivos y tendenciales. Y esta experiencia originaria de la realidad como resistencia, por la que el “ser-ahí” o existencia de esta se revela a la conciencia, precede a toda representación cognoscitiva, intelectual de su “ser-así” o esencia.
De este modo, para Scheler, la constatación de un mundo externo, trascendente, ajeno a la conciencia no es el resultado de una inferencia mental, intelectual, hecha a partir de determinados datos inmediatos de la conciencia (tesis del realismo inmediato o crítico); es, por el contrario, la vivencia inmediata de la resistencia que ese mundo opone al esfuerzo e impulso de la voluntad. Según esto, por tanto, propiamente, no se conoce la existencia, el “ser-ahí” de la realidad (se conocen solo sus cualidades o atributos, esto es, su esencia). Tal existencia es solo aprehensible, vivenciable volitivamente, como ámbito que resiste a la fuerza impulsiva, tendencial del sujeto  [↓E].

### Ismael Martínez-Liébana, “el filósofo del tacto”

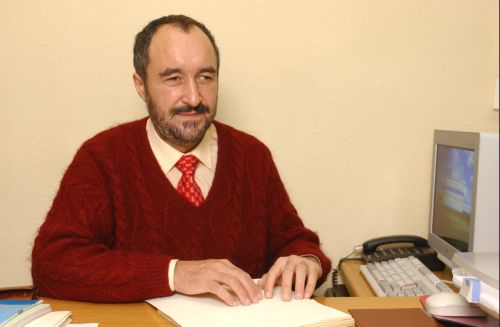
Ismael Martínez-Liébana (1958): Filosofía del tacto y Ontología volitivotáctil.

Martínez-Liébana (1958) es, sin duda, uno de los más destacados representantes del realismo volitivo en la actualidad. Su tesis principal al respecto es que la Metafísica tradicional, de Parménides a Heidegger, ha sido elaborada sobre la base de un paradigma cognoscitivo de índole visual. El visocentrismo de esa Metafísica es a su juicio bien patente en toda la historia de la Filosofía. Los conceptos, categorías, supuestos, modelos, etcétera de esta Metafísica revelan palmariamente su sesgo visual. Frente a esta Metafísica visocéntrica y como complemento a ella, Martínez-Liébana reivindica abiertamente una interpretación alternativa del ser (concebido ante todo como obstáculo y resistencia) y de la conciencia (concebida esencialmente como esfuerzo, impulso y voluntad).
Esta interpretación alternativa del ser da origen a lo que Martínez-Liébana denomina Ontología volitivotáctil, cuya primera intuición o verdad fundamental no es propiamente el cogito cartesiano (dimensión estática de la conciencia), sino el volo, el querer, el esfuerzo primigenio de la conciencia, junto con la resistencia que a él opone lo real externo o no-yo (pura extensión en el planteamiento cartesiano). A partir de este primordial alumbramiento gemelo, el filósofo pretenderá, valiéndose del método fenomenológico, delinear las categorías básicas de esta nueva Ontología, tarea que lleva a cabo en estrecha relación con sus análisis en torno a la percepción háptica.
En este sentido, son de destacar sus interesantes aportaciones relativas a la constitución y configuración táctil del mundo, constitución y configuración que él traza en permanente contraste con la determinada por la aprehensión visual. Sus investigaciones en torno al sentido del tacto, que de algún modo continúan la vía abierta por Condillac en el Tratado de las sensaciones, constituyen, sin duda, uno de los elementos más relevantes y significativos de su realismo volitivo. De ahí, precisamente, que podamos calificar a Martínez-Liébana con toda propiedad como “filósofo del tacto”  [↓F].